# SK Slavia Praga
SK Slavia Praga, (češko: Sportovní klub Slavia Praha – fotbal a.s. ali na kratko Slavia Praha) je češki nogometni klub iz Prage. Klub so 2. novembra 1892 ustanovili študenti medicine v Vinohrady, predelu Prage in trenutno igra v 1. češki nogometni ligi.
Slavia je eden najuspešnejših čeških klubov. Osvojil je 5 naslove prvaka češke lige (1995/96, 2007/08, 2008/09, 2016/17, 2018/19), 6 naslovov prvaka češkega prvenstva (1897 spomladi, 1897 jeseni, 1898, 1899, 1900, 1901), 7 naslovov prvaka češkega pokala (1941, 1942, 1945, 1974, 1996/97, 1998/99, 2001/02), 13 naslovov nekdanje češkoslovaške lige (1925, 1928/29, 1929/30, 1930/31, 1932/33, 1933/34, 1934/35, 1936/37, 1939/40, 1940/41, 1941/42, 1942/43, 1946/47) in en naslov prvaka pokala Mitropa (1938). Največja evropska uspeha kluba pa sta uvrstitev v polfinale Evropske lige v sezoni 1995/1996, kjer je bil pozneje boljši francoski Bordeaux (0-1, 0-1) ter uvrstitev v Ligo prvakov v sezoni 2007/2008, kjer je v skupini z angleškim Arsenalom, špansko Sevillo in romunsko Steauo osvojil tretje mesto (1 zmaga, 2 remija, 3 porazi). Ta uvrstitev je klubu zagotovila nastop v šestnajstini finala Evropske lige, tam pa je bil boljši angleški Tottenham Hotspur (1-2, 1-1).
Domači stadion Slavie je Eden Arena, ki sprejme 20.800 gledalcev. Barvi dresov sta bela in rdeča. Nadimki nogometašev pa so Červenobílí ("Rdečebeli"), Sešívaní ("Sešiti") in Věčná Slavia ("Večna Slavia").

## Rivalstvo
Največji rival Slavie je mestni tekmec Sparta Praga, s katerim imata Praški Derbi. Rival Slavie pa je tudi Bohemians 1905, saj je njihov stadion le kilometer stran od stadiona Slavie.